# Західний фронт (Російська імперія)

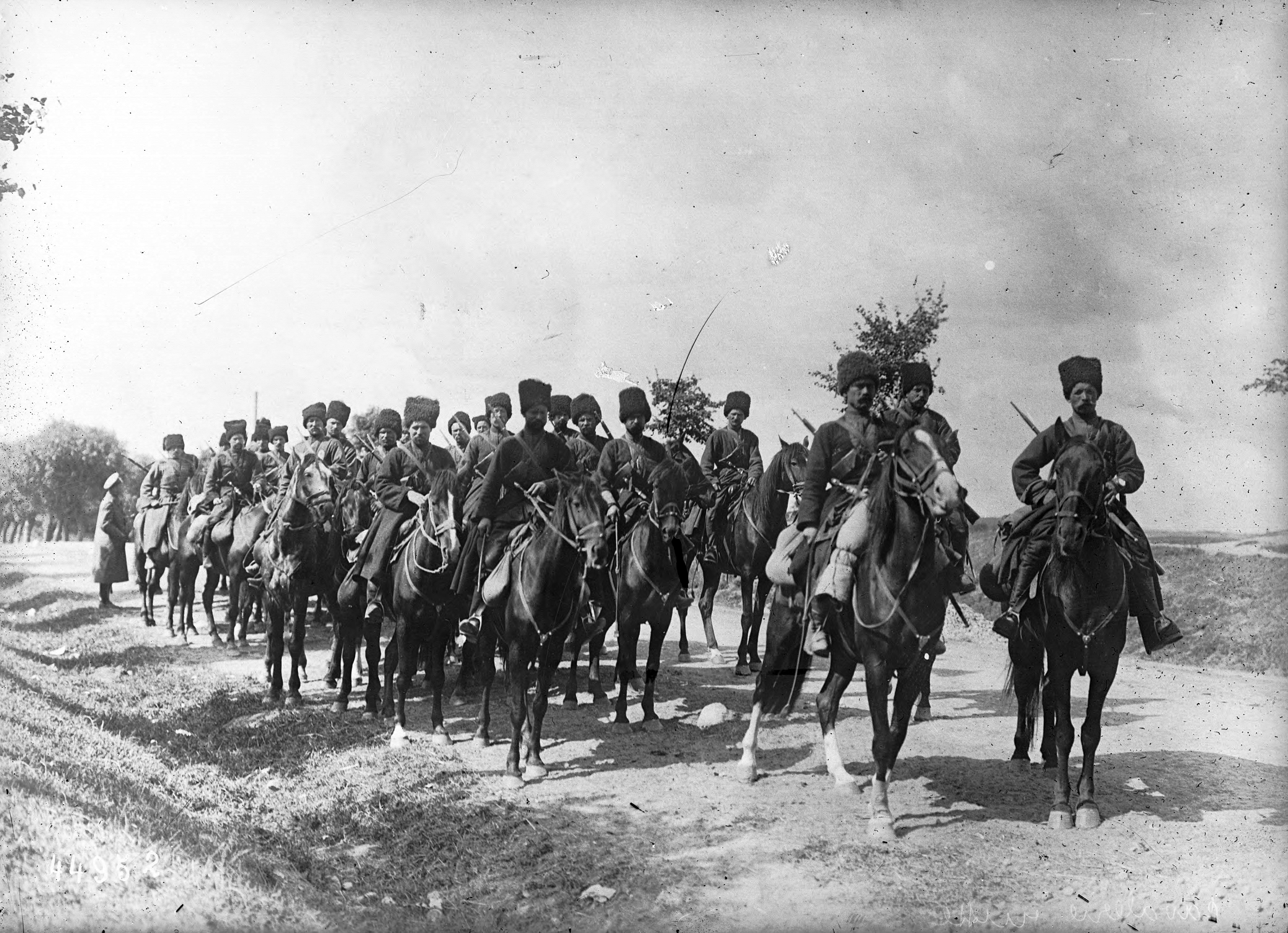
Російські козаки на дорогах Росії. 1915

За́хідний фронт — загальновійськове оперативно-стратегічне об'єднання збройних сил Російської імперії та Російської республіки в Першій світовій війні.
Західний фронт розгорнутий на базі польового управління Північно-Західного фронту 4 серпня 1915, після його розділу на Північний та Західний фронти російської армії. Наприкінці 1917 року штаб фронту перебував у Мінську.
Після Жовтневого перевороту ще існував якісь час, поки не був ліквідований на початку 1918 року.

## Склад
- Польове управління штабу фронту
- 1-ша армія (серпень 1915 — квітень 1916)
- 2-га армія (серпень 1915 — початок 1918)
- 3-тя армія (серпень 1915 — червень 1916, липень 1916 — початок 1918)
- 4-та армія (серпень 1915 — жовтень 1916)
- 10-та армія (серпень 1915 — початок 1918)
- Особлива армія (серпень — вересень 1916, листопад 1916 — липень 1917)
- XXII-й окремий армійський корпус — з 22 листопада 1917
- Польський окремий стрілецький корпус — з серпня 1917

## Командування

### Командувачі
- 04.08.1915—18.08.1915 — генерал від інфантерії Алексєєв М. В.
- 23.08.1915—11.03.1917 — генерал від інфантерії Еверт О. Є.
- 03.1917 — генерал від інфантерії Смирнов В. В.
- 31.03.1917—23.05.1917 — генерал від кавалерії Гурко В. Й.
- 31.05.1917—30.07.1917 — генерал-лейтенант Денікін А. І.
- 31.07.1917—05.08.1917 — генерал-лейтенант Ломновський П. М.
- 12.11.1917—11.1917 — генерал від інфантерії Балуєв П. С.
- 09.09.1917—11.1917 — підполковник Каменщиков В. В.
- 11.1917 — прапорщик М'ясников О. Ф.